# Високоградња
Високоградња је део грађевинарства који се бави планирањем и изградњом грађевина које се налазе изнад и на површини земље. (нпр. кућа, солитер или споменик).
Планирање таквих грађевина спада у надлежност архитеката, који обично на себе преузимају одговорност извршавања грађевинских послова, координације свих субјеката на градилишту, као и надгледање и упоређивање извршених радова са пројектом.
При извођењу радова из специјалних области (нпр. при рестаурацији грађевина, радовима на споменицима, радовима на трусним теренима, изградњи небодера, зграда на води и сл.), укључени су инжењери и савјетници из струка у вези (нпр. геолози, умјетници, инжењери заштите на раду, инжењери грађевинских материјала и сл.).
Грађевински инжењери су поред израде статичког прорачуна грађевинског објекта, обично задужени и за надзор и вођење градилишта.
Посебну инжењерску групу на једном градилишту чине и инжењери задужени за унутрашње уређење (намјештај, избор материјала, акустика и сл.), опрему (грејање, струја, санитарије и сл.) и спољашње уређење грађевинског објекта (фасаде, врата, прозори, окружење и сл.). Инжењери из области геостатике објеката, планирања свјетла, клима-уређаја као и одржавања урбанистичких, противпожарних и других захтјева, на градилишту имају обично савјетодавни и касније контролни карактер.

## Дефиниција
Разна тела су дефинисала „високоградњу“:
- Емпорис дефинише небодер као „вишеспратну структуру између 35–100 m висине или зграду непознате висине од 12–39 спратова“.[4]
- Према грађевинском закону Хајдерабада, високоспратница је зграда са четири спрата или више, или 15 to 18 m (49 to 59 ft) или више у висину.[5]
- Нови краћи Оксфордски речник енглеског језика дефинише небодер као „зграду са више спратова“.
- Међународна конференција о безбедности од пожара у високим зградама дефинисала је небодер као „сваку грађевину где висина може имати озбиљан утицај на евакуацију“.[6]
- У САД, Национално удружење за заштиту од пожара дефинише небодере као више од 75 ft (23 m), или око седам спратова.[7]
- Већина грађевинских инжењера, инспектора, архитеката и сличних професионалаца дефинише небодер као зграду која је висока најмање 75 стопа.

## Историја
Високе стамбене зграде су се већ појавиле у антици: insulae у старом Риму и неколико других градова у Римском царству, од којих су неки могли досезати до десет или више спратова, од којих је један наводно имао 200 степеница. Због разарања изазваног урушавањем лоше изграђених високих инсула, неколико римских царева, почев од Августа (в. 30. п. н. е. – 14. н. е.), поставили су границе од 20–25 m за вишеспратнице, али су се сусрели са ограничен успех, пошто су ове границе често игнорисане упркос вероватноћи урушавања виших инсула. Ниже спратове су обично заузимале продавнице или богате породице, док су горњи спратови били издавани нижим слојевима. Преживели Окиринхус папируси указују на то да су седмоспратнице постојале чак и у провинцијским градовима, као што је у трећем веку наше ере Хермополис у римском Египту.
У арапском Египту, у првобитном главном граду Фустату било је много стамбених зграда високих око седам спратова које би наводно могле да приме стотине људи. Ал-Мукадаси их је у 10. веку описао као налик на минарете, док је Насер Хосров, почетком 11. века, описао неке од њих како се уздижу до 14 спратова, са кровним баштама на горњем спрату заједно са воденим точковима које вуку волови за наводњавање. До 16. века, Каиро је такође имао вишеспратнице са становима где су два доња спрата била за комерцијалне и складишне сврхе, а више спратова изнад њих издавани су станарима.
Обрисом многих значајних средњовековних градова доминирао је велики број високих урбаних кула, које су испуњавале одбрамбене, али и репрезентативне сврхе. Резиденцијалних кула у Болоњи је својевремено било између 80 и 100, од којих се највећа уздизала на 97,2 m. У Фиренци је законом из 1251. године декретирано да се све урбане зграде смање на висину мању од 26 m, што је пропис који је одмах ступио на снагу. Познато је да су чак и градови средње величине као што је Сан Ђимињано имали 72 куле до 51 m висине.
Народ Хака у јужној Кини усвојио је заједничке животне структуре дизајниране да буду лако одбрањиве у облицима Вејлонгву (围龙屋) и Тулоу (土楼). Ове последње су велике, затворене и утврђене земљане грађевине, високе између три и пет спратова и смештај до 80 породица. Најстарији још увек стојећи тулоу потиче из 14. века.
Високе зграде изграђене су у јеменском граду Шибаму у 16. веку. Све куће у Шибаму су направљене од ћерпича, али око пет стотина њих су куле, које се уздижу пет до шеснаест спратова, са сваким спратом са по једним или два стана. Ова техника изградње је примењена да заштити становнике од напада бедуина. Док Шибам постоји око две хиљаде година, већина градских кућа датира из 16. века. Град има највише зграде од блата на свету, неке високе више од 30 метара (100 стопа). Шибам је назван „један од најстаријих и најбољих примера урбанистичког планирања заснованог на принципу вертикалне конструкције“ или „Менхетном пустиње“.
Инжењерска дефиниција високих зграда потиче од развоја ватрогасних возила у касном 19. веку. Магирус је показао прве клизне мердевине са зупчаником 1864. Прве окретне мердевине које су вукли коњи развијене су 1892. и имале су дужину од 25 метара. Продужне мердевине је моторизовао Магирус 1904. Дефиниција максималних 22 метра за највиши спрат била је уобичајена у грађевинским прописима у то време, а тако је и данас у Немачкој. Уобичајена висина за мердевине са окретним столом је касније ишла на 32 m (105 ft), тако да је 30 метара уобичајена граница у неким грађевинским прописима данас, на пример у Швајцарској. Свака зграда која премашује висину уобичајених окретних мердевина у граду мора да угради додатну опрему за заштиту од пожара, тако да ове вишеспратнице имају другачији одељак у грађевинској регулативи у свету.
Тренутно, највиша стамбена зграда на свету је Централ Парк торањ у Реду милијардера у центру Менхетна, који се издиже до 1,550 ft (0,472 m).